# Odalys Gorguet
Odalys Gorguet Simeón (10 luglio 1973) è una schermitrice cubana.

## Palmarès
In carriera ha conseguito i seguenti risultati:
- Giochi Panamericani:

Winnipeg 1999: oro nel fioretto a squadre.